# Frihed, håb og andre synder
|  | Denne artikel er oprettet af botten Steenthbot ud fra en ekstern database. Den kan derfor have sproglige fejl eller mangler. Denne skabelon kan fjernes efter kontrol af indholdet. |

Frihed, håb og andre synder er en dansk dokumentarfilm fra 2021 instrueret af Rami Farah.

## Handling
Tre syriske aktivister - Yadan, Odai og Rani - genforenes på en teaterscene i Paris næsten 10 år efter, at den syriske revolution brød ud. Her konfronterer den syriske filminstruktør Rami Farah dem med optagelser fra opstandens tidlige år. Optagelser, som de enten selv har filmet, eller som har ændret deres liv. De tre venner mødtes som medlemmer af et mediekollektiv i Daraa, hvor revolutionen startede. I dag giver gensynet med optagelserne både dem og os en anledning til at reflektere over kompleksiteten i en folkelig opstand, der udviklede sig til en altødelæggende krig.

## Medvirkende
- Yadan Draji
- Odai Al Talab
- Rani Al Masalma
- Mohamad Hourani